# Паскаль, Кристина
Кристина Паскаль (фр. Christine Pascal, 29 ноября 1953, Лион — 30 августа 1996, Гарш, О-де-Сен) — французская и швейцарская актриса и сценаристка, режиссёр.

## Биография и творчество
В 20 лет училась на филолога в лионском факультете и посещала курсы в консерватории драматического искусства в Лионе. Дебютировала в фильме Бертрана Тавернье «Часовщик из Сен-Поля» (1973), снялась ещё в нескольких его фильмах, работала у него как сценарист. Играла в фильмах Анджея Вайды («Барышни из Вилько», 1979), Ива Буассе, Клода Миллера, Жака Одиара и у других. В 1982 году приняла швейцарское гражданство и вышла замуж за продюсера Робера Бонера (англ. Robert Boner).
Как режиссёр сняла по собственным сценариям фильмы «Фелисите» (1979), «Шлюха» (1984), «Занзибар» (1989, по произведениям В. Новарина), «Маленький принц сказал» (1992, премия Луи Деллюка, две номинации на премию Сезар), «Техника супружеской измены» (1995).
Во время лечения в психиатрической клинике покончила с собой, выбросившись из окна. Похоронена на кладбище Пер-Лашез.